# 江州石部事件
江州石部事件（ごうしゅういしべじけん）は、幕末の文久2年9月23日（1862年11月14日）に江州石部宿（現・滋賀県湖南市）で発生した暗殺事件。京都町奉行所の役人が犠牲となった。

## 事件の背景
大老・井伊直弼が桜田門外の変で殺害された後、安政の大獄に協力して浪士たちの恨みを買った者への暗殺事件が多発した。
『山寺源大夫雑記』には、目明し文吉が惨殺される前に厳しい穿鑿を受け、大獄に関わった者たちの名前を白状したと記されており、志士たちは彼らの後を尾行し身辺に目を光らせるようになっていた。京都町奉行所の役人たちにも危険が迫ったため、幕府は彼らを「御用召し」という名目で江戸に転勤させることとした。
文久2年9月23日早朝に西町奉行所与力・渡辺金三郎は、西町奉行所同心の上田助之丞、東町奉行所同心の森孫六や大河原十蔵（重蔵）とともに京都を出立した。一行には、渡辺の息子や上田の家来も同行していた。午後4時ごろ、石部宿に到着した渡辺たちは、それぞれ別の宿で宿泊した。当日は、久世大和守、松平式部少輔も宿泊したため、石部宿は大混雑し、警戒も厳重だった。
宿年寄の届書によれば、一行はそれぞれ下記の御用宿に宿泊した。
- 渡辺金三郎 - 橘屋市次郎（市左衛門）
- 森孫六 - 佐伯屋三次郎（佐渡屋治三郎）
- 大河原十蔵 - 万屋半七
- 上田助之丞 - 角屋宗吉

## 暗殺計画と実行犯
しかし、この情報を入手した土佐勤王党の武市半平太は、長州藩の久坂玄瑞や薩摩藩の同志たちと相談し、刺客を差し向けた
武市日記の9月23日の条によれば、暗殺団のメンバーは、土佐藩士12名、長州藩10名、薩摩藩2名の24名。この他に案内役として阿波の中島永吉が加わり、総勢25名となった。土佐勤王党の依岡権吉（珍磨）が後年に語ったところによると、五条通りに住む勤王家・中島文吉（永吉）は、京都の地理に明るく、幕府の間諜を見つけることを得意としており、石部宿の事件はこの文吉が手引きしてやらせたという。
武市日記には、土佐藩士12名は「賢・乙・菊・熊・健・治・米・保・収・虎・喜・保」と略称で記されている。それぞれ、
- 賢 - 堀内賢之進
- 乙 - 川田乙四郎
- 菊 - 千屋菊次郎もしくは鎌田菊馬
- 熊 - 千屋熊太郎
- 健 - 広瀬健太
- 治 - 清岡治之助
- 米 - 筒井米吉
- 保 - 中平保太郎もしくは小川保馬
- 収 - 平井収二郎
- 虎 - 千屋寅之助
- 喜 - 山本喜三之進もしくは久松喜代馬
- 保 - 小笠原保馬

と推定されている。『幕末天誅斬奸録』の著者・菊地明は、「保」が重複しているのは不自然なため、これは「以」の誤読または誤植で、岡田以蔵を指していた可能性があると考えている。
五十嵐敬之は後に、メンバーは薩・長・土・久留米の志士20余人で、薩摩からは田中新兵衛ほか5、6人、長州からは久坂玄瑞・寺島忠三郎ほか6、7人、土佐からは岡田以蔵・清岡治之助・山本喜三之進・堀内賢之進ほか4、5人と語っている。ただし、武市日記の9月17日の条には「田中新兵衛は俄に帰国することになった」と書かれており、歴史学者の一坂太郎は、五十嵐の談話は事件から数十年後のものであり、リアルタイムで書かれた日記を信じるなら、田中が暗殺に加わっていたというのは五十嵐の記憶違いの可能性が高いと考えている。

## 襲撃
23日夜六ツ時（6時）ごろ、暗殺集団は、1組5、6人ずつに分かれ、それぞれ面を覆い、同士討ちを避けるため白鉢巻を締めて目印とし、標的の泊まる宿に乱入した。この際、どの組に誰がいて、誰を襲ったのかという文献や実歴談は無いが、『岡田良之助雑記』には「打ち取りの節の風説」として、4人の殺害状況が記録されている。
渡辺・森・大河原は、それぞれ宿泊していた橘屋・佐伯屋・万屋で襲撃を受けた。
- 森孫六は、次の間から聞こえた物音に不審を感じ、障子を投げ付けて逃げようとしたが、斬り合いになって討ち取られた。
- 渡辺金三郎は、刀を抜いて斬り合うが、2、3合だけで苦も無く討ち取られた。
- 大河原十蔵は、次の間からの物音が聞こえた際、何者かと声をかけたところ、その方の命を申し請（受）けるため参ったと答えがあった。大河原は入用ならいかようにもと言い、そのまま首を斬り落とされた。このため頭部は無傷だったが、火鉢の縁を強く握り締めていたため、死後も手は火鉢から離れなかった。

襲撃時、上田助之丞は佐伯屋の森を訪ねていて角屋にはいなかった。刺客たちは上田を見つけられず諦めて引き揚げようとしたが、そこに戻ってきた上田は鉢合わせし、その場で斬りつけられた。重傷を負った上田はその場を逃れて、近くの八百屋兵助の家に駆け込んだが、水を所望し、それを口にした後に絶命した。『山寺源大夫雑記』では、上田は両腕を斬り落とされたと記録されている。刺客集団は、上田の首をとることは断念して、引き上げた。
渡辺の息子や家来の恒三郎は重傷を負い、上田の家来も負傷（あるいは死亡）した。
享年は、渡辺金三郎と上田助之丞は45〜46、大河原重蔵は35〜36、森孫六は55〜56と伝わる。

## 梟首
襲撃後、刺客集団のうち、3名は馬に乗って渡辺・森・大河原の首を京都に持ち帰り、半数は船便で帰京、残る半数は翌日の検視を見守った。
刺客たちは京都粟田口の仕置場（処刑場）の北側に、3人の首をそれぞれ青竹に吊るし、名札を付けてさらした。そのかたわらの縦1尺横2尺ほどの高札には、「戊午（安政5年）以来、長野主膳・島田左近ら大逆賊の謀に加担し、加納繁三郎や上田助之丞らと協力して、国を憂える者を罪に落とし、未曽有の国難を生じさせたことにより、天誅を加えた」と書かれていた。
梟首の場には24日朝から八ツ時（14時）までおびただしい数の見物人がおり、さらされた首はそれぞれ、
- 渡辺金三郎 - 横鬢から斜めに2寸5分ほどの深さに斬り込まれており、斬られた傷の1つは柘榴のようになっていた
- 森孫六 - 額に十文字の傷
- 大河原十蔵 - 無傷

という状態だった。
首を晒した3人が誰かは不明だが、『天誅見聞談』によると、五十嵐幾之進は薩摩藩の者が血糊の付いた刀を抜いて改めている場面を目撃している。そこに居合わせた堀内賢之進にこの者は誰か聞くと、薩摩の田中新兵衛で昨晩石部へ出かけて大仕事をやって来たと答えたという。また、『武市瑞山在京日記』に「二十四日早朝、〇行き始末致す」という記述がある。本間精一郎殺害時の日記に書かれた「〇」は武市自身のことを指しているので、「始末」というのは粟田口に首をさらす際に武市も立ち会っていたことを意味するのではないかと菊地明は考えている。
梟首された3人のうち、森孫六の墓は京都の中京区蛸薬師通大宮通の正運寺にある。